# 15506 Preygel
15506 Preygel eller 1999 RX132 är en asteroid i huvudbältet som upptäcktes den 9 september 1999 av LINEAR i Socorro County, New Mexico. Den är uppkallad efter Anatoly Preygel.
Asteroiden har en diameter på ungefär 2 kilometer.